# Kyrillos (Kogerakis)
Kyrillos (světským jménem: Konstantinos Kogerakis; * 2. července 1964, Koumasa) je řecký pravoslavný duchovní Konstantinopolského patriarchátu, arcibiskup a metropolita Rhodu.

## Život
Narodil se 2. července 1964 ve vesnici Koumasa na Krétě.
Základní a střední vzdělání získal ve městě Heráklion. Poté studoval na teologické fakultě Athénské univerzity. Poté absolvoval postgraduální studium liturgiky na Aristotelově univerzitě v Soluni.
S pomocí stipendia od nadace Pro Oriente studoval římskokatolickou teologii na teologické fakultě univerzity Štýrský Hradec v Rakousku.
Dne 17. února 1991 byl v monastýru Agarathos na Krétě postřižen na monacha. Den 23. února stejného roku byl krétským arcibiskupem Timotheosem (Papoutsakisem) rukopoložen na hierodiakona.
V letech 1991-1995 sloužil jako archidiákon metropolity Rakouska Michaila (Staikose).
Dne 16. srpna 1995 byl rukopoložen na jeromonacha a současně byl povýšen na archimandritu. Do roku 2000 byl kazatelem krétské archiepiskopie.
V letech 1996-2000 působil jako ředitel rozhlasového oddělení archiepiskopie.
Roku 2000 byl protosynkelem krétské archiepiskopie.
Dne 20. dubna 2004 byl Svatým synodem Konstantinopolského patriarchátu zvolen metropolitou Rhodu.
Dne 25. dubna 2004 proběhla v monastýru Životodárného pramene v Istanbulu jeho biskupská chirotonie. Světiteli byli patriarcha Bartoloměj I., metropolita Nikaii Johannes (Rinne), metropolie metropolita Theodoropolis Germanos (Athanasiadis), metropolita Rakouska Michail (Staikos), metropolita Princových ostrovů Iakovos (Sofroniadis), metropolita Rethymnosu Anthimos (Syrianos), metropolita Oulu Panteleimon (Sarho), metropolita Arkalochori Andreas (Nanakis). Dne 5. června byl slavnostně intronizován na biskupský stolec.